# Wedel (adelsslægt)
 For alternative betydninger, se Wedel. (Se også artikler, som begynder med Wedel)
Wedel eller Wedell er en vidtforgrenet uradelig slægt, der antages at stamme fra Stormarn og at have sit navn fra byen Wedel ved Pinneberg. I det 13. århundrede kom slægten til Pommern og udbredte sig senere til Vestpreussen og Polen. Den danske gren af slægten rummer også linjerne Wedell-Wedellsborg og Wedell-Neergaard. Wedel-Jarlsberg er en norsk gren.
Overhovedet for Wedell-Wedellsborg grenen er lensgreve Bendt Tido Hannibal Wedell, der ejer Frijsenborg og Wedellsborg godser.

## Våbenskjold
Slægten førte oprindelig et sort skarpretterhjul med 16 skarpe tænder og 8 eger i guld-felt. Længere frem i tiden blev hjulnavet belagt med et mandshoved, der til sidst blev til en halv sort-, halv rødklædt mandskrop med en af samme farver delt bredskygget hat på hovedet.

## Historie
Slægten Wedel har formodentlig sin oprindelse fra byen Wedel ved Elben i Kreis Pinneberg vest for Altona. Navnet Wedel er almindeligt, det findes flere steder i Nordtyskland, og betegner et vadested.
Som slægtens første kendte mand nævner familietraditionen en Heinrich Vogt til Ottenbüttel, foged ved klostret i Neumünster i Holsten, og hans søn Hasso 1149.
Traditionen må imidlertid anses for ubekræftet, og slægten kan først dokumenteres med sikkerhed 1212 med brødrene Heinrich, Hasso og Reimbem (Reinbernus) de Wedele. Brødrene underskrev som vidner et brev udstedt af Albrecht af Orlamünde om afgiftsfrihed af noget gods, som Reiner von Pinov skænkede Mariakirken i Hamborg. Det er muligt, at Wedel havde forbindelse til de holstenske slægter Hummersbüttel og Porsfeld. Også de førte et retterhjul i våbnet. Slægten kan i dag med nogenlunde sikkerhed føres tilbage til Hr. Reimer (Reimbert, Reinmarus, Rembemus), nævnt 1248 og 1268, hvis sønner var Georgius (1271), Hinricus (1286 og 1314) og Hasso (1306 og -16).
Slægten bredte sig herefter fra Stormarn til de ustabile grænseområder (Mark) øst for Oder-floden: Pommern, Brandenburg og Polen. Den først kendte mand var Ludvig (Ludowicus, Lodewicus) Wedele til Repplin (nævnt flere gange 1269-86), hvis søn Hasso skrev sig til slægtens første stambesiddelse i øst: Cremzow. I 1300-tallet var slægten virksom både i det gamle kerneområde i Stormarn og øst for Oder, men i midten eller slutningen af århundredet forsvandt Wedelerne i vest. Årsagen kendes ikke; muligvis har flere af de sidste mandlige medlemmer af slægten været barnløse gejstlige.
I Pommern, Brandenburg og Polen bredte slægten sig derimod, og alle nulevende Wedeler nedstammer fra de her hjemmehørende dele af slægten. I begyndelsen af 1500-tallet blev det almindeligt at inddele slægten i linjer og grene, som følge af de særlige rettigheder de »Schlossgesessene« slægter havde i Brandenburg og Pommern. Linjernes indbyrdes sammenhæng må søges i 1200-tallet, men lader sig i dag kun delvist fastlægge:
- Vivigens (med Mellen, Freinwalde, Falkenburg, Malchow, Cremzow, Schwerin, Siligsdorf og Vossberg),
- Melchior (med Piestorf og Braunsforth),
- Freinwalde-Uchtenhagen eller Otten (med Rossow, Kanneberg, Uchtenhagen, Sassenburg, Schönebeck, Althof, Steinhöfel og Parlow),
- Reetz-Nörenberg (med Blankensee, Nantikow, Fürstensee, Burghagen, Eszerischken, Wedellsborg, Jarlsberg og Evenburg og Gödens) og
- Tuetz-Neuwedel (med Steinburg, Neuwedel, Denzig og Ludwigsdorf).

### Danmark-Norge
Den til Danmark-Norge indvandrede gren af slægten nedstammer fra linjen Reetz-Nörenberg, og kan føres tilbage til Johan Georg (Jürgen) von Wedel til Uchtenhagen, Lochsted og Stegelitz. Han døde før 1455, muligvis i et slag 1454. Hans søn Joachim von Wedel skrev sig til Reetz, Nörenberg, Spiegel og Gross Silber, og disse besiddelser pånær Gross Silber forblev hos efterkommerne frem til nedennævnte Georg (Jürgen) Ernst von Wedel, hvis sønner Wilhelm Friedrich og Gustav Wilhelm blev danske grever af henholdsvis Wedellsborg og Jarlsberg.

### Slægten Wedels komme til Danmark
Allerede et slægtled før de to brødre Wilhelm Friedrich og Gustav Wilhelm von Wedel i begyndelsen af 1660’eme kom til Danmark, havde medlemmer af den ellers i Pommern og Brandenburg hjemmehørende del af den Wedelske slægt gjort karriere i området. Brødrenes fader, Georg (Jürgen) Emst von Wedel, havde i begyndelsen af 1620’eme været hofmester for hertug Johan Adolfs sønner på Gottorp og siden ritmester i dansk tjeneste i forbindelse med Christian den 4.s engagement i Trediveårskrigen. Også farbroderen Martin Friedrich von Wedel har opholdt sig på Gottorp.
I 1624 nævnes Martin Friedrich von Wedel i regnskaberne som hofjunker, og siden som staldmester. Hverken Georg Emst eller Martin Friedrich von Wedels tilstedeværelse i eller omkring det danske rige blev dog af længere varighed. Georg Emst von Wedel, som allerede tidligere havde været i Frankrig, blev 1627 på Christian 4.’s anbefaling officer i Frankrig. Ligesom mange andre Wedeler blev han derefter officer. Han gik i svensk tjeneste og deltog bl.a. i slagene ved Breitenburg, Nördlingen og Wittstock.
I 1637 trak han sig tilbage til sine godser i Pommern, hvor han tog ophold på Spiegel. Pommern var imidlertid et uroligt og krigshærget område. Under en polsk invasion blev Wedels godser plyndret og lagt øde, og han købte derfor Butow i Neumark, hvor han siden opholdt sig. Forbindelsen til både Gottorp og Sverige blev opretholdt, og han ses som långiver i den gottorpske hertugs regnskaber 1650 og 1652.’ Den svenske krone ydede han 1641 tjenester som udsending til kurfyrsten af Brandenburg (Frederik Vilhelm den Store), af hvilken han 1644 modtog flere forleninger sammen med sine brødre.
Forbindelsen til Sverige og Brandenburg bevirkede i henhold til familietraditionen, at Georg Ernst von Wedels yngste søn, Gustav Wilhelm, blev opkaldt efter svenskekongen Karl Gustav og kurfyrst Frederik Vilhelm den Store; sidstnævnte stod fadder ved dåben.’ Også Georg Emst von Wedels ægteskab med Anna von Ahlefeldt var af betydning for det varige forhold til Danmark og hertugdømmerne Slesvig og Holsten. Ægteskabet blev indgået i 1632, mens Wedel var i svensk tjeneste. Svigerfaderen Jørgen von Ahlefeldt til Quambek og Marutendorf var på dette tidspunkt og indtil sin død i 1641 kongelig amtmand i Haderslev, og flere af hans børn havde vedvarende tilknytning til hertugdømmerne og kongeriget.
Faderens engagement med den danske konge i 1620’erne har næppe været den direkte anledning til, at Wilhelm Friedrich Wedell som den første af to yngre sønner kom til Danmark. Formodentlig var faderens godser i så dårlig forfatning, og den hjemlige adel så hårdt presset af fyrsten, at der ikke var nogen fremtid i hjemlandet. Med sig bragte brødrene en friherretitel, som hverken faderen eller den ældre bror ses at have benyttet, og som muligvis var opfundet for at gøre et bedre indtryk i det fremmede.
Wilhelm Friedrich Wedell var som faderen officer i Tyskland, men kort efter dennes død i 1661 kom han til Danmark, hvor han i 1663 i en alder af 22 år blev kammerherre hos Frederik 3. af Danmark. Det er uvist, hvad der var årsag til den unge tyske officers og adelsmands gunst hos kongen. I de tidligere stamtavler over Wedel-slægten er Wilhelm Friedrich Wedelis ægteskab med Hannibal Sehesteds datter og eneste barn Christiane Sophie anslået at have fundet sted i 1659. Wedells succes ved hoffet kunne da skyldes forbindelsen til Sehested.
Christiane Sophie Sehested var med forældrene i England i 1661/62 og 1663/64. Ved begge lejligheder rapporterede gesandter ved det engelske hof, at et muligt formål med besøget var at få datteren gift. Christiane Sophie og hendes moder opholdt sig i umiddelbar forlængelse af det sidste Englandsbesøg i Nederlandene. Først i april 1665 træffes de atter i Danmark, hvor de deltog i et bryllup i Odense. I et indlæg til Højesteret i forbindelse med en af de mange retssager om gæld, som Wedell måtte igennem, attesterede sognepræsten ved Skt. Nikolaj kirke i København, Michael Henriksen Tisdorph, at Wedell og Christiane Sophie Sehested var blevet viet i 1667. Vielsen må antages at være foretaget af Tisdorph selv i bemeldte kirke. Ægteparret nævnes rørste gang sammen den 20. august 1667, da de købte varer hos guldsmed Jørgen Stilcke i København. Ægteskabet må derfor have fundet sted mellem januar og august 1667. Hannibal Sehested døde 13. september 1666, og der kan ikke konstateres at have været nogen forbindelse mellem Sehested og den unge Wedell indtil da.
Selvom de to brødre Wilhelm Friedrich og Gustav Wilhelm begge begyndte deres karrierer som officerer, kom i den danske konges tjeneste og erhvervede grevskaber, formede deres videre skæbner sig højst forskelligt. Wilhelm Friedrich Wedell opnåede gennem et fordelagtigt ægteskab råderetten over et betydeligt gods, og han synes herefter helt at have opgivet sin militære karriere og helliget sig driften af det fynske gods. Gustav Wilhelm Wedel fortsatte derimod sin militære og civile karriere, og kom aldrig til at falde til ro som godsejer i Norge. Medvirkende hertil var ægteskabet med Marie von Ehrenreiter, der bragte godset Evenburg i Østfrisland med ind i ægteskabet - behagelig nær ved Oldenburg, hvor Wedel foruden at være statholder, også ejede flere ejendomme. Derudover var Gustav Wilhelm Wedel arving til faderens godser Reetz, Nörenberg og Butow i Pommern og Brandenburg, som han overtog ved den ældste bror Georg Ernst von Wedels død i 1683.
De to brødre blev som de eneste af slægten Wedel optaget i den danske adelsstand, men også andre medlemmer af slægten vides at have været i Danmark. Omtrent på samme tidspunkt (1681) som de to brødre gjorde deres lykke i landet, meddeler Jacob Bircherod i sine dagbøger, at der i Nyborg blev henrettet en ung adelsmand af slægten Wedel. Derudover træffes jævnligt Wedeler blandt officerskorpsets professionelle medlemmer og ved hoffet, herunder Mathias Leopold von Wedel, der var kommandør for Livgarden til Fods 1701-02.

## Yngre grene af slægten Wedel

### Wedell-Wedellsborg
Kammerherre Wilhelm Friedrich von Wedel (1640-93) til grevskabet Wedellsborg kom omkring 1662 til Danmark og blev 10. december 1672 ophøjet til greve af Wedelsborg (primogenitur) og yngre efterkommere i friherrelig stand. Overhovedet skriver sig Wedell, de øvrige slægtsmedlemmer Wedell-Wedellsborg.

### Wedell-Neergaard
Legationssekretær, senere kammerherre Joachim baron Wedell-Wedellsborg (1862- 1926) tilfamiliegodset Svenstrup fik ved bevilling af 19. juni 1893 tilladelse til navnet Wedell Neergaard og 9. november 1895 patent på våbenet Wedell Neergaard. Denne gren skriver sig Wedell-Neergaard.

### Wedell-Jarlsberg
Nævnte Wilhelm Friedrich lensgreve Wedell-Wedellsborgs bror, feltmarskalløjtnant, senere feltmarskal Gustav Wilhelm von Wedel (1641-1717) til grevskabet Jarlsberg som 1677 kom til Danmark, blev ved patent af 3. januar 1684 ophøjet til greve af Jarlsberg (primogenitur) og yngre efterkommere i friherrelig stand. Overhovedet har siden 1891 uden patent ført den lensgrevelige titel.

### Wedel af Evenburg og Gödens
Nævnte Gustav Wilhelm lensgreve Wedel Jarlsbergs sønnesøn, preussisk gehejmekrigsråd Anton Franz baron Wedel Jarlsberg til Evenburg blev ved patent af 21. januar 1776 optaget i preussisk grevelig stand (uindskrænket) med navnet von Wedel (greverne Wedel til Evenburg og Gödens).

### Wedel-Frijs
Af linjen Wedel Jarlsberg blev den danske grevelige linje Wedel-Frijs i 1743. Denne linje uddøde allerede i andet slægtled, da linjens første mand, Erhard greve Wedel-Frijs, ikke efterlod sig mandlige efterkommere.

## Steder tilknyttet til slægten
- Wedells Palæ
- Wedelslund
- Wedellsborg